# Международен конкурс за пианисти „Фредерик Шопен“
Международният конкурс за пианисти „Фридерик Шопен“ (на полски: Międzynarodowy Konkurs Pianistyczny im. Fryderyka Chopina; на английски: International Fryderyk Chopin Piano Competition), често наричан накратко Шопенов конкурс (Konkurs Chopinowski), е сред най-старите и престижни музикални конкурси за пианисти не само в Полша, но и в световен мащаб.
Провежда се веднъж на всеки 5 години във Варшава, столицата на Полша. Първото му издание е през 1927 година по инициатива на полския пианист и композитор Йежи Журавлев. От 2010 година организатор е Националният институт „Фредерик Шопен“.
Той е измежду малкото монографични конкурси, тъй като във всичките му етапи се тпроизведения на един-единствен композитор – Фридерик Шопен. XVII издание на конкурса е проведено през октомври 2015 г. Историята на събитието доказва, че на практика изявата в него гарантира на лауреатите му възможност да се представят на международната сцена, да запишат авторски дискове, както и да се изявят в най-големите концертни зали по света.

## История

### Начало
В началото на XX век интерпретацията на творчеството на Фридерик Шопен e загадка, както за пианистите така и за музиколозите. Йежи Валдорф посочва редица събития станали причина да възникнат съмнения относно това в какъв стил да бъде свирен Шопен: определянето на неговото изкуство като „оранжерийно и болестно“; дейността на учениците и ученичките на Шопен, които започват да въвеждат в свиренето си елементи на „истерично рубато“ и да ги свеждат до „увито в креп знаме на националното робство“ (според Валдорф тук особена роля изиграват аристократките: Марцелина Чарториска и Мария Калергис); както и дейността на полските теоретици и композитори (между които Ян Клечински и Владислав Желенски), които в трудовете си определят някои творби на Шопен като „странни“ или „мъртвородени“. Освен всичко споменато, след Първата световна война в музиката се появяват неокласически течения – начело с Игор Стравински и Сергей Прокофиев – и интересът на изпълнителите към класическата музика започва да намалява.
Първоначалната цел, с която е създаден конкурсът – според намеренията на инициатора проф. Йежи Журавлев, ученик на пианиста Александър Михаловски, който също вероятно е дал импулс за организирането на големия форум – е да се провокира дискусия за това как да бъде свирен Шопен. Пречка в онзи момент е липсата на институция като Министерство на културата в Полша, както и липсата на интерес към изкуството от страна на властите. Решаващи за създаването на конкурса се оказват обещанието не президента Игнаци Мошчицки, който за разлика от своя предшественик уверява, че ще поеме патронажа над конкурса, както и намесата на Витолд Малишевски, председател на Варшавското музикално дружество.

### Организатор
До 60-те години на XX век конкурсът се организира с участието на Министерство на културата и изкуството. В периода 1960 – 2005 г. организатор става Сдружението „Фридерик Шопен“ във Варшава. Изданието през 2010 г. е подготвено от Националния институт „Фридерик Шопен“.
Прослушванията за конкурса се провеждат в националната филхармония. Едновременно с това на много други места във Варшава се организират съпътстващи събития.
От 1970 г. конкурсът се организира през октомври. По традиция на 17 октомври – в деня на смъртта на Фридерик Шопен – в катедралата „Св. Кръст“ във Варшава се отслужва тържествена литургия, по време на която се изпълнява Реквием на Волфганг Амадеус Моцарт. Реквиемът, съгласно волята на композитора, е бил изпълняван и по време на погребалната литургия на 30 октомври 1849 г. в катедралата „Света Мария Магдалена“ в Париж.

### Международен статут
„Фридерик Шопен“ е сред най-старите и най-разпознаваеми музикални конкурси в света. През 1957 г. се нарежда, наред с пианистичния конкурс „Феручо Бузони“ в Болцано, музикалния конкурс „Кралица Елизабет“ в Брюксел, музикалните конкурси в Прага и Женева, сред съоснователите на престижната Световна федерация на международните музикални конкурси, която днес обединява около 120 от най-известните музикални конкурси на света (между тях са конкурсът за Бах в Лайпциг, международният конкурс „Чайковски“ в Москва и конкурсът „Мария Калас“ в Барселона). Сред съоснователите е и Международният конкурс за цигулари „Хенрик Виенявски“ в Познан. През следващите години във Федерацията са приети още 3 полски конкурса: Международният конкурс за диригенти „Гжегож Фителберг“ (1982), Международният конкурс за виолончелисти „Витолд Лютославски“ (2000) и международният конкурс за пианисти „Игнаци Ян Падеревски“ (2009).

### Репертоар
Правилникът на конкурса предвижда селекция на няколко етапа. На всеки от етапите се изпълнява творба на Фридерик Шопен, избрана сред предварително посочени произведения, като има и творби, задължителни за изпълнение за всеки от кандидатите. По традиция на финала на конкурса пианистите, в акомпанимент на симфоничния оркестър на Националната филхармония, изпълняват един от двата концерта за пиано: e-moll или f-moll.

### Жури
Оценяването се извършва от жури, съставът на което се определя от директора на конкурса и в него влизат изключителни творци и педагози. Понастоящем всички членове на журито са пианисти. В предишни издания на конкурса обаче в журито са участвали и диригенти, музиколози, критици и композитори. Системата за оценяване се променя през различните етапи на конкурса, а във връзка с нея възникват много спорове и дискусии, особено през 1980 г., когато двама от членовете на журито (Луис Кентнер и Марта Аргерич), предишни лауреати на конкурса, демонстративно напускат комисията. Луис Кентнер никога повече не се появява в конкурса, но Марта Аргерич е постоянен член на журито.

Във всяко от дотогавашните издания на конкурса председател на журито е поляк:
- Витолд Малишевски (Witold Maliszewski) (1927)
- Адам Тадеуш Виенявски (Adam Tadeusz Wieniawski) (1932 и 1937)
- Збигнев Джевецки (Zbigniew Drzewiecki) (1949, 1955, 1960 и 1965)
- Кажимеж Шикорски (Kazimierz Sikorski) (1970 и 1975)
- Кажимеж Корд (Kazimierz Kord) (1980)
- Ян Екер (Jan Ekier) (1985, 1990, 1995)
- Andrzej Jasiński (2000, 2005 и 2010)
- Катажина Попова-Зидрон (Katarzyna Popowa-Zydroń) (2015)[3]

Почетни председатели на журито са били също Артур Рубинщайн (1960), Кажимеж Шикорски (1985) и двукратно Ян Екер (2000 и 2010).

## Награждаване

### Лауреати
Традиция на конкурса е с главна награда и с титла лауреат да бъдат отличени 6 финалисти. Има обаче случаи, в които титлата е присъждана на по-голям брой участници – финалистите са 15 през 1932 г., 13 през 1937 г., 12 през 1949 г., 10 през 1955 г. В първия конкурс са присъдени само 4 главни награди. От 1960 г. журито може да присъжда 6 титли „лауреат“, като при това отделните места могат да бъдат поделяни или да останат незаети. 2 пъти журито не избира победител – през 1990 и 1995 г. От 1975 г. лауреатите, заели първите 3 места, получават специални медали (златен, сребърен и бронзов), изработени по проект на Юзеф Маркевич, изсечени от Монетния двор на Полша

### Полски победители
До този момент 4 поляци са били победители в конкурса:
- Халина Черни-Стефанска (Halina Czerny-Stefańska) (1949, ex aequo)
- Адам Харашевич (Adam Harasiewicz) (1955)
- Кристиан Цимерман (Krystian Zimerman) (1975)
- Рафал Блехач (Rafał Blechacz) (2005)

Полското училище, чиито възпитаници са най-голям брой победители в конкурса, е Музикалната академия в Краков (Akademia Muzyczna w Krakowie), абсолвенти на която са Халина Черни-Стефанска и Адам Харашевич. Кристиан Цимерман започва обучението си в Музикалната академия в Катовице (Akademia Muzyczna w Katowicach) едва след успеха си в конкурса. Рафал Блехач печели наградата, докато е студент в Музикалната академия в Бидгошч (Akademia Muzyczna w Bydgoszczy).

### Други награди
На лауреатите от конкурса е осигурена поредица от награди (такива, които са според правилника, както и извънредни) под формата на парични и предметни награди, както и на ангажименти и покани за концерти. Извънредни награди се присъждат и на участници, които не са намерили място сред лауреатите – по време на XV издание на конкурса това са наградите „най-високо оценен полски участник“ (25 000 евро), „за най-добро изпълнение на соната“ (основана от Кристиан Цимерман), „за най-добра полска пианистка в конкурса“ (основана от Барбара Хесе-Буковска).
Традиция е също в рамките на конкурса журито да присъжда и специални награди:
- от 1927 г.: Награда на полското радио за най-добро изпълнение на мазурки,
- от 1960 г.: Награда на Сдружение „Фридерик Шопен“ за най-добро изпълнение на полонеза,
- от 1980 г.: Награда на Националната филхармония за най-добре изпълнен концерт,
- от 2010 г.: Награда на Кристиан Цимерман за най-добро изпълнение на соната.

Правилникът на XVI конкурс (2010 г.) предвижда също така Специална награда на ректора на Музикалния университет „Фридерик Шопен“ за най-добро изпълнение на Полонеза-Фантазия As-dur op. 61.